# Rotărești, Teleorman
Rotărești este un sat în comuna Talpa din județul Teleorman, Muntenia, România.